# رين أور شاين إيلاستو بينترز
رين أور شاين إيلاستو بينترز هو فريق كرة سلة فلبيني أٌسس عام 2006.